# شينوسكي هاتاناكا
شينوسكي هاتاناكا (باليابانية: 畠中 槙之輔) (25 أغسطس 1995 في يوكوهاما في اليابان – )؛ هو لاعب كرة قدم ياباني سابق كان يلعب كمدافع.

## وصلات خارجية
- شينوسكي هاتاناكا على موقع رابطة كرة القدم اليابانية للمحترفين (اليابانية)
- شينوسكي هاتاناكا على موقع إي إس بي إن إف سي (الإنجليزية)
- شينوسكي هاتاناكا على موقع قاعدة بيانات كرة القدم.إي يو (الإنجليزية)
- شينوسكي هاتاناكا على موقع ناشيونال فوتبول تيمز (الإنجليزية)
- شينوسكي هاتاناكا على موقع Soccerbase.com (لاعب) (الإنجليزية)
- شينوسكي هاتاناكا على موقع Soccerway.com (الإنجليزية)
- شينوسكي هاتاناكا على موقع عالم كرة القدم.نت (الإنجليزية)